# Tribe (EP)
Tribe är en EP av bandet Soulfly. Denna EP släpptes enbart i Australien då bandet var på Australien-turné.

## Låtlista
1. "Tribe" - 4:53
2. "Quilombo" (Zumbi Dub Mix) - 3:25
3. "No Hope = No Fear" (live) - 4:16
4. "Bleed" (live) - 4:35
5. "Bumba" (live) - 3:27
6. "Quilombo" (live) - 4:15
7. "Tribe" (Tribal Terrorism Mix) - 4:18
8. "Soulfly" (Eternal Spirit Mix) - 5:26

### Låtlista 6-spårig EP
1. "Tribe" - 4:53
2. "Quilombo" (Zumbi Dub Mix) - 3:25
3. "No Hope = No Fear" (live) - 4:16
4. "Bumba" (live) - 3:27
5. "Quilombo" (live) - 4:15
6. "Soulfly" (Eternal Spirit Mix) - 5:26